# Wenderova totální syntéza taxolu

Wenderova totální syntéza taxolu z hlediska výchozích látek

Wenderova totální syntéza taxolu, popsaná v roce 1997, je jedním ze způsobů totální syntézy taxolu. Tento postup se podobá Holtonově syntéze tím, že se jedná o lineární syntézu, kde se kruhy vytvářejí v pořadí A,B,C,D. Wenderův postup je o 10 kroků kratší. 
Výchozími materiály jsou při této syntéze verbenon, prenylbromid, allylbromid, kyselina propiolová, Gilmanovo činidlo a Eschenmoserova sůl.

## Syntéza kruhu AB
Na začátku je verbenon 1, produkt oxidace alfa-pinenu, vytvářející kruh A. Tvorba kruhu B začíná deprotonací methylové skupiny terc-butoxidem draselným za tvorby konjugovaného aniontu, po čemž následuje nukleofilní odštěpení atomu bromu z prenylbromidu 2 za vzniku dienu 3.  Ozonolýzou prenylové skupiny (bohatší na elektrony než vnitřní dvojná vazba) vznikl aldehyd 4, který po izomerizaci vytvořil chrysanthenon 5,  z nějž nukleofilní adiční reakcí s lithnou solí ethylesteru kyseliny propiolové 6 (za přítomnosti diisopropylamidu lithného) vznikl alkohol 7, jenž byl místo izolování zachycen a trimethylsilylchloridem převeden na silylether 9.  V následujícím kroku bylo Gilmanovo činidlo 8 použito k nukleofilní konjugované methylaci na alkynovou skupinu ketonu, čímž se vytvořil alkohol 10. Poté byla odstraněna silyletherová chránicí skupina reakcí s kyselinou octovou na meziprodukt 11, následně zoxidovaný na keton 12 pomocí RuCl2(PPh3)3 a N-methylmorfolin-N-oxidu. Bis(trimethylsilyl)amidem sodným a Davisovým činidlem byl vytvořen acyloin 13 (podobně jako u Holtonovy syntézy) a jeho hydroxylová skupina společně s esterem zredukována hydridem lithnohlinitým na tetrol 14. První část syntézy skončila ochráněním primárního alkoholu v podobě terc-butyldimethylsilyletheru silylchloridem a imidazolem za vzniku triolu 15.
|           |
| Obrázek 1 |

V druhé části (viz obrázek 2) byly na triol 15 navázány další chránicí skupiny, kde reakcemi s pyridinium-p-toluensulfonátem a 2-methoxypropenem vznikl acetonid 16. Následně proběhla epoxidace dvojné vazby kruhu A kyselinou m-chlorperoxybenzoovou a uhličitanem sodným za tvorby sloučeniny 17 a Grobovou fragmentací (také použitou u Holtonovy syntézy) za přítomnosti 1,4-diazabicyklo[2.2.2]oktanu (DABCO)  se otevřel kruh AB, což vedlo ke sloučenině 18, poté ochráněné triisopropylsilyletherovou skuponou 19 triisopropylsilyltriflátem a 2,6-lutidinem. C1 uhlík byl pak oxidován fosfitem, P(OEt)3, terc-butoxidem draselným a kyslíkem na alkohol 20, z primárního alkoholu se oddělila chránicí skupina působením chloridu amonného v methanolu, čímž vznikl diol 21, jenž se dvojicí redukcí, nejprve tetrahydridoboritanem sodným na triol 22 a poté vodíkem za katalýzy Crabtreeovým katalyzátorem na 23. Po ochránění reakcí s trimethylsilylchloridem v pyridinu vznikla sloučenina 24, z níž se působením trifosgenu vytvořil meziprodukt 25, což usnadnilo oxidaci primárního alkoholu na aldehyd 26 pyridiniumchlorchromátem.
|           |
| Obrázek 2 |

## Syntéza kruhu C
Syntéza kruhu C začala u aldehydu 26, jež byl homologací pomocí Wittigovy reakce přeměněn na methoxymethylentrifenylfosfin 27 (viz obrázek 3). Následovalo odstranění acetonidové skupiny kyselinou chlorovodíkovou a jodidem sodným v 1,4-dioxanu a ochránění jednoho hydroxylu ve vzniklém diolu 28 triethylsilyletherovou skupinou (TES) 29, kdy příslušný silylchlorid v pyridinu umožnil oxidaci zbylého hydroxylu na keton 30 Dessovým–Martinovým perjodinanem. Reakcí s Eschenmoserovou solí se vytvořila methylenová skupina, představující C20 v molekule taxolu, do pozice alfa vůči aldehydu; tím vznikla sloučenina 31. Reakcí s Grignardovým činidlem odvozeným od allylbromidu se do řetězce zapojily C6 a C7 nukleofilní adicí za přítomnosti chloridu zinečnatého, což zabránilo reakci Grignardova činidla s karbonátovou skupinou, produktem se stal alkohol 32. Na tento alkohol se pak navázala BOM etherová skupina 33 reakcí s benzyloxymethylchloridem (BOMCl) a N,N-diisopropylethylaminem. Po oddělení TES fluoridem amonným se karbonát 34 převedl na hydroxybenzoát pomocí fenyllithia a následně na acetát 35 působením acetanhydridu a 4-dimethylaminopyridinu. Poté se za přítomnosti triazabicyklodecenu utvořila sloučenina 36 a nakonec po uzavření kruhu ozonolýzou allylové skupiny vznikl meziprodukt 37, z něhož se aldolovou reakcí s 4-pyrrolidinopyridinem stala látka 38.
|           |
| Obrázek 3 |

## Syntéza kruhu D
V poslední části syntézy byl vytvořen oxetanový kruh D; začalo se ochráněním alkoholové skupiny u 38 (viz obrázek 4) jako TROC alkoholu 39 2,2,2-trichlorethylchlorformiátem v pyridinu. OBOM skupina se vyměnila za brom ve třech krocích: odstraněním chránicí skupiny kyselinou chlorovodíkovou a jodidem sodným za tvorby 40, mesylací na 41 mesylchloridem, 4-dimethylaminopyridinem a pyridinem a nukleofilní substitucí za změny konfigurace bromidem lithným; výsledkem byl bromid 42. Protože při oxidaci alkenu na diol 43 oxidem osmičelým došlo k nežádoucímu přesunu benzoátové skupiny, tak byl následně přidán imidazol a vytvořil se meziprodukt 44. Poté bylo třeba opět převést diol na karbonátový ester 45 (použit byl trifosgen) a odstranit benzoát (kyanidem draselným) za vzniku alkoholu 46. Tím se umožnilo uzavření kruhu N,N-diisopropylethylaminem za vzniku oxetanu 47. Na závěr se terciární alkohol zacyloval na 48, odstranila TIPS skupina za tvorby 49 a nakonec proběhlo obnovení benzoátové skupiny a vytvořila se sloučenina 50.
Navázání postranního řetězce Odžimovým laktamem 51 nebylo popsáno podrobně. Po několika krocích podobných jako v předešlých syntézách se utvořil taxol 52.
|           |
| Obrázek 4 |